# Koppa, Bangarapet
Koppa là một làng thuộc tehsil Bangarapet, huyện Kolar, bang Karnataka, Ấn Độ.